# 콜드 하버
《콜드 하버》(영어: Black South-Easter)는 2013년에 시카고 국제 영화제에 공개된 남아프리카 공화국의 범죄, 스릴러 영화이다. 캐리 맥켄지가 각본, 감독을 맡았다.

## 출연
- 토니 코고로게 - 시즈웨 미야 역
- 파나 모코에나 - 스페셜리스트 역
- 위난 - 숭 메이 역
- 드온 로츠 - 벤스케 역
- 토마스 구메데 - 레가마 역
- 졸라니 마홀라 - 카밀라 역
- 니콜 베식 - 샹탈 벤스케 역
- 쿠엔틴 총 - 테리 탐 역
- 윈스턴 총 - 이 토이 역
- 케네스 폭 - 호이 시완 역
- 오스카 피터센 - 피델 역
- 콰니타 아담스
- 바네쉬란 아루무감